# Моя газета (Миргород)
«Моя газета» — миргородська україномовна рекламно-інформаційна газета. Тижневик, виходить щочетверга. Наклад: 13 000 примірників.

## Історія
Засновано видання 18 серпня 1993 року Тілікіним Олександром Петровичем. 

## Зміст
Видання має об'єм у 20 сторінок. Основне наповнення газети становить реклама з додатками (90%), медичні поради, гумор. Додатки «Слово лікаря», «МГ + буза».

## Розповсюдження
Розповсюджується газета уроздріб (60%) та шляхом передплати (40%).